# Zhang Jun
Zhang Jun (chiń. 张竣; ur. 11 kwietnia 1983) – chiński lekkoatleta, kulomiot.

## Osiągnięcia
- srebro Uniwersjady (Belgrad 2009)
- brązowy medal mistrzostw Azji (Guangdong 2009)
- złoto igrzysk Azji Wschodniej (Hongkong 2009)
- srebrny medal igrzysk azjatyckich (Kanton 2010)
- srebrny medal mistrzostw Azji (Kobe 2011)
- złoto halowych mistrzostw Azji (Hangzhou 2012)

W 2012 roku jedyny raz w karierze wziął udział w igrzyskach olimpijskich, podczas których nie zaliczył żadnej próby w fazie eliminacji.

## Rekordy życiowe
- pchnięcie kulą – 20,41 (2009) rekord Chin
- pchnięcie kulą (hala) – 20,16 (2012) do 2016 roku halowy rekord Azji, obecny halowy rekord Chin[2][3]